# Gudivada (Krishna)
Gudivada è una suddivisione dell'India, classificata come municipality, di 112.245 abitanti, situata nel distretto di Krishna, nello stato federato dell'Andhra Pradesh. In base al numero di abitanti la città rientra nella classe I (da 100.000 persone in su).

## Geografia fisica
La città è situata a 16° 26' 60 N e 80° 58' 60 E e ha un'altitudine di 5 m s.l.m..

## Società

### Evoluzione demografica
Al censimento del 2001 la popolazione di Gudivada assommava a 112.245 persone, delle quali 55.439 maschi e 56.806 femmine. I bambini di età inferiore o uguale ai sei anni assommavano a 12.008, dei quali 6.122 maschi e 5.886 femmine. Infine, coloro che erano in grado di saper almeno leggere e scrivere erano 78.948, dei quali 41.424 maschi e 37.524 femmine.

## Villaggi
Lista dei villaggi del comune: Allidoddi, Bethavolu (rurale), Billapadu (rurale), Bommuluru, 
Chilakamudi, China Yerukapadu, Chirichintala, Chowtapalle, Dondapadu, Gangadharapuram, Gudivada, Guntakoduru, Kalvapudi Agraharam, Kasipudi, Lingavaram, Mandapadu (rurale), 
Merakagudem, Moturu, Peda Yerukapadu, Ramachandrapuram, Ramanapudi, Saidepudi, Seepudi, Seri Dintakurru, Seri Golvepalle, Seri Velpur, Siddhantam, Tativarru, Valivarthipadu (rurale).